# NABNI
NABNI acronyme de (Notre Algérie Bâtie sur de Nouvelles Idées), est un laboratoire d'idées citoyen algérien fondé en avril 2011 et dont la spécificité consiste en une démarche participative. Il se définit comme apolitique et entend produire des idées et des propositions concrètes pour répondre aux défis auxquels fait face l’Algérie d’aujourd’hui et améliorer le quotidien du citoyen algérien.

## Objectif
Le « collectif » NABNI veut regrouper des algériens de tous âges et toutes origines sociales, résidents en Algérie ou membres de la diaspora. Son objectif principal est de contribuer à une réforme du régime algérien, notamment de la gouvernance, et à une plus grande transparence gouvernementale,
- Juin 2015 : Plan d’urgence ABDA 2016 – 2018 : 12 chantiers[3][source insuffisante] pour amorcer un changement de voie durable et faire face à la crise économique et sociale[4][source insuffisante] qui s’annonce en Algérie[5][source insuffisante].
- Février 2015 : L'article Titanic II[6][source insuffisante], alertant sur la nécessité de réformer au plus vite l'économie algérienne trop dépendante de la rente pétrolière.